# 图兰定理
图兰定理是一個图论中的定理，關於 Kr+1 免除圖的邊數。簡而言之，在所有 n 點且不包(r+1)-點團的圖中，邊數最多的圖是圖蘭圖，而且只有圖蘭圖達到邊數的最大值。圖蘭圖是將 n 點分成大小差不多的r 部分，兩點再向一部份若且惟若兩點之間有連邊。
圖蘭定理於1941年首次由匈牙利數學家圖蘭·帕爾（Turán Pál）發現，但 r=2 的情形早在 1907 年由 Mantel 提出。

## 敘述
若 G 是一個有 n 點的圖，而且完全图 Kr+1  不是 G 的子圖，則 G 最多有{\displaystyle {\frac {r-1}{r}}\cdot {\frac {n^{2}}{2}}=\left(1-{\frac {1}{r}}\right)\cdot {\frac {n^{2}}{2}}}條邊。此外，如果 G 有{\displaystyle \left(1-{\frac {1}{r}}\right)\cdot {\frac {n^{2}}{2}}}條邊，則 G 一定是圖蘭圖 {\displaystyle T_{n,r}}。

## 圖蘭圖

### 定義
圖蘭圖 {\displaystyle T_{n,r}} 的定義為一個特殊的具有 n 點的完全r-分圖，其中各部份的頂點數的差不超過1，或者說，r 個部份分別有{\displaystyle \left\lfloor {\frac {n}{r}}\right\rfloor ,\left\lfloor {\frac {n+1}{r}}\right\rfloor ,\dots ,\left\lfloor {\frac {n+r-1}{r}}\right\rfloor }個頂點。

### 性質
在所有具有 n 點的 r-分圖中，圖蘭圖 {\displaystyle T_{n,r}}是唯一一個边數最多的圖。
證明
假設 K 是一個边數最多的 r-分圖，那麼很明顯的，K 是一個完全 r-分圖。
假設 K 的 r 個部份的點集中，有 U、V 兩部分滿足 {\displaystyle |U|\geq |V|+2}，定義 K' 為取出 K 中 U 的一個點 x，移動到 V 之中，並且刪除所有原本 x 與 V 中的點的連邊，然後將 x 與所有 U 中的點連邊，於是，K' 仍然是一個完全 r-分圖，且經過此操作，有 {\displaystyle |E(K')|=|E(K)|+(|U|-1)-|V|\geq |E(K)|+1}。因此，K' 比 K 有更多的邊，產生矛盾。因此，r-分圖 K 的各部分點集的頂點數至多差 1，即 K 是圖蘭圖 {\displaystyle T_{n,r}}。

## 定理證明
對於 r 做數學歸納法，當 r=0，不存在 K2 子圖，即沒有邊，因此 G 一定是「完全一分圖」，G 的頂點集形成一個獨立集。
對一般的正整數 r，若 G 是一個有 n 點的圖，而且完全图 Kr+1 不是 G 的子圖，則考慮 G 中度數最大的點 x，設 {\displaystyle N(x)}為 x 的所有鄰居所形成的集合，設 G' 為{\displaystyle N(x)}的導出子圖，因此 Kr 不是 G' 的子圖，否則該 Kr 加上點 x 是 G 的一個 Kr+1 子圖。
由歸納法假設，G' 的邊數不超過圖蘭圖{\displaystyle H':=T_{|G'|,r-1}}的邊數，定義 H 是一個完全 r-分圖，包含 H' 和另外 |G|-|G'| 個點，這些點互相不相鄰，並和所有 H' 中的點相鄰。於是有
{\displaystyle |E(G)|\leq \sum _{v\in V(G)-V(G')}\deg _{G}(v)+|E(G')|\leq (|G|-|G'|)\deg _{G}(x)+|E(G)|=|E(H')|\leq |E(T_{n,r})|}
其中，第一個不等號成立是因為其右邊將兩端點都在 V(G)-V(G') 的邊算了兩次，其餘的邊算了一次。故圖蘭圖是所有滿足條件的圖中邊數最多的之一。
最後，當等式成立時，G 在 V(G)-V(G') 中沒有邊，且 G' 與圖蘭圖 H' 有一樣多的邊，尤歸納法假設知道，G' 同構於 H'。因此 G 是一個 r-分圖，V(G)-V(G') 是其中的一部分。由於圖蘭圖是多分圖中唯一邊數最多的，因此 G 是圖蘭圖 {\displaystyle T_{n,r}}，得證。